# Emeli Sandé

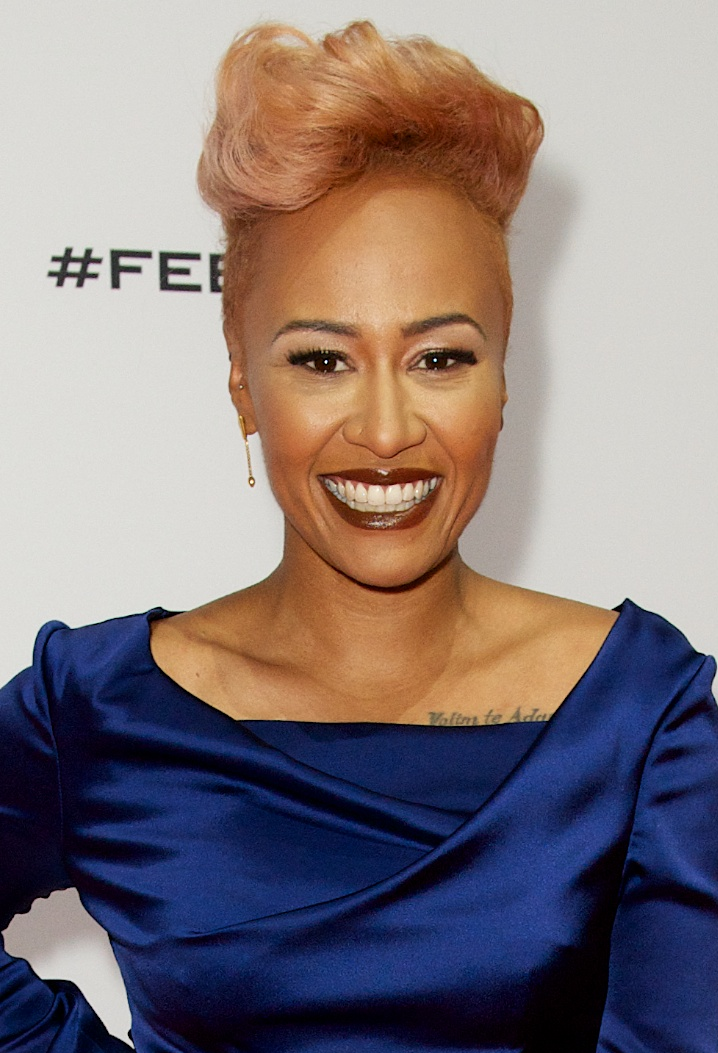
Emeli Sandé (2014)

Emeli Sandé MBE (* 10. März 1987 in Sunderland, Tyne and Wear, England; bürgerlich Adele Emeli Sandé Gouraguine, geb. Adele Emeli Sandé) ist eine schottische Soul- und R&B-Sängerin.

## Biografie

### Leben

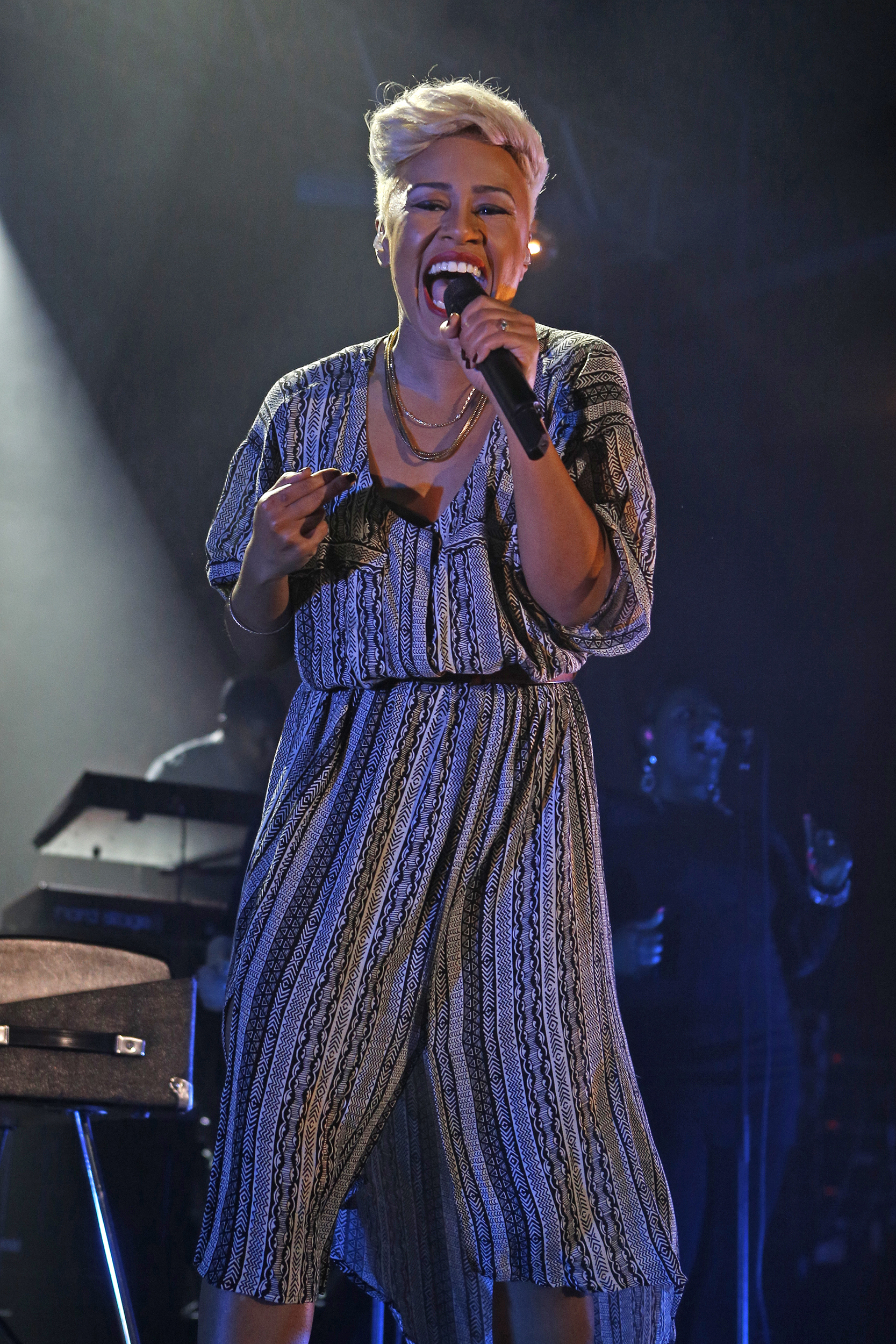
Emeli Sandé (2013)

Emeli Sandé wurde am 10. März 1987 in Sunderland geboren. Ihr Vater Joel stammt aus Sambia, ihre Mutter Diane aus England. Bereits im Kindesalter wurde Sandés Talent offenbar: Mit 11 Jahren schrieb sie ihren ersten Song, mit 15 Jahren wurde sie von dem Radiosender ChoiceFM nach London eingeladen, um an dessen „Rapology“-Wettbewerb teilzunehmen. Obwohl ihr noch während ihrer Schulzeit erstmals ein Plattenvertrag angeboten wurde, entschied sie sich zunächst für ein Medizinstudium an der Universität Glasgow, da ihr eine Karriere als Vollzeitsängerin und der damit verbundene Umzug nach London zu diesem Zeitpunkt noch als zu riskant erschienen. Durch Auftritte in verschiedenen Glasgower Hotels verdiente sie sich ein Zubrot während der Studienzeit; nebenher versuchte sie sich außerdem als Songwriterin, fand jedoch nach eigenen Angaben kaum die Muße für studienfremde Texte. Nachdem mehrere Reisen nach London zu fruchtbaren Kontakten mit der Musikindustrie geführt hatten, widmete sich Sandé verstärkt dem Songwriting. Als sie schließlich aufgrund ihrer kreativen und stimmlichen Talente von Virgin Records unter Vertrag genommen wurde, brach sie im Frühjahr 2010 ihr Medizinstudium ab und konzentriert sich seitdem vollständig auf ihre Musikkarriere.
Nachdem sich die englische Pop-, Soul-, Jazz-, R&B- und Rocksängerin Adele erfolgreich im internationalen Musikgeschäft etabliert hatte, beschloss die Schottin, künftig ausschließlich unter ihrem Zweitnamen Emeli aufzutreten, um jegliche Verwechslungsgefahr mit Adele zu vermeiden.
Im Juni 2012 sprach Emeli Sandé in einem Interview über ihre Verlobung mit ihrem zunächst namentlich nicht benannten Langzeit-Freund, den sie zu diesem Zeitpunkt lediglich als „Wissenschaftler“ bezeichnete. Anlässlich der Hochzeit in dessen Heimatland Montenegro am 15. September 2012 wurde schließlich bekannt, dass es sich um den Meeresbiologen Adam Gouraguine handelt, mit dem Sandé zuvor bereits sieben Jahre liiert war. Sie ließ sich 2014 scheiden und ist seit 2022 mit einer klassischen Pianistin liiert.

### Karriere

#### 2003–2010: Anfänge
Im Alter von 16 Jahren wurde Emeli Sandé in Großbritannien erstmals landesweit wahrgenommen. Sie lernte zu diesem Zeitpunkt noch an der Highschool im ländlich geprägten Alford und jobbte in ihrer Freizeit im Supermarkt, als sie das Finale von Trevor Nelson’s BBC Urban Music Wettbewerb erreichte. Ihre Schwester hatte sie gefilmt, während Sandé am Piano den einige Monate zuvor selbst geschriebenen Song Nasty Little Lady vortrug, und dieses Video hatten die Geschwister an die BBC gesandt.
Als einer der Gewinner des Radiowettbewerbes wurde ihr daraufhin ein Plattenvertrag angeboten, den Sandé jedoch zu diesem Zeitpunkt ablehnte; sie beendete stattdessen zunächst die Schule und begann ihr Medizinstudium. In der Folgezeit sandte ihre Mutter mehrere CDs mit Aufnahmen der Sängerin an den auf Urban Music spezialisierten Radiosender BBC Radio 1Xtra, deren DJ Ras Kwame das junge Talent ernst nahm und im Rahmen seiner „Homegrown Sessions“ den Hörern präsentierte. Während eines vom Radiosender initiierten Auftritts in Soho lernte Sandé, die hierfür extra von einem medizinischen Praktikum aus Madrid angereist war, den Produzenten und Songschreiber Shahid Khan alias Naughty Boy kennen; dieser war zuvor bereits für Künstler wie z. B. Ms Dynamite und Bashy tätig gewesen. Gemeinsam mit ihm begann Sandé, für andere Künstler der Musikszene zu schreiben; eine ihrer ersten Kompositionen war „Diamond Rings“ für den britischen Rapper Chipmunk. Sandé wirkte bei der Aufnahme selbst als Sängerin mit, und im Sommer 2009 erreichte der Titel Chipmunks und – im Rahmen ihrer Gesangskarriere – gleichzeitig Sandés erste Top-Ten-Platzierung in den britischen Single-Charts überhaupt.
Das erfolgreiche Wirken der schottischen Sängerin blieb der Plattenindustrie nicht verborgen; im August 2009 wurde Sandé, die sich inzwischen eine Karriere im Musikbusiness vorstellen konnte, schließlich vom Plattenlabel EMI/Virgin Records unter Vertrag genommen.
Im März 2010 war die Schottin zusammen mit dem britischen Rapper Wiley erneut in den britischen Top 10 vertreten; maßgeblich am Erfolg des Titels „Never Be Your Woman“ beteiligt war wiederum Shahid Khan.

#### 2011–2018:Our Version of Eventsund die internationalen Erfolge

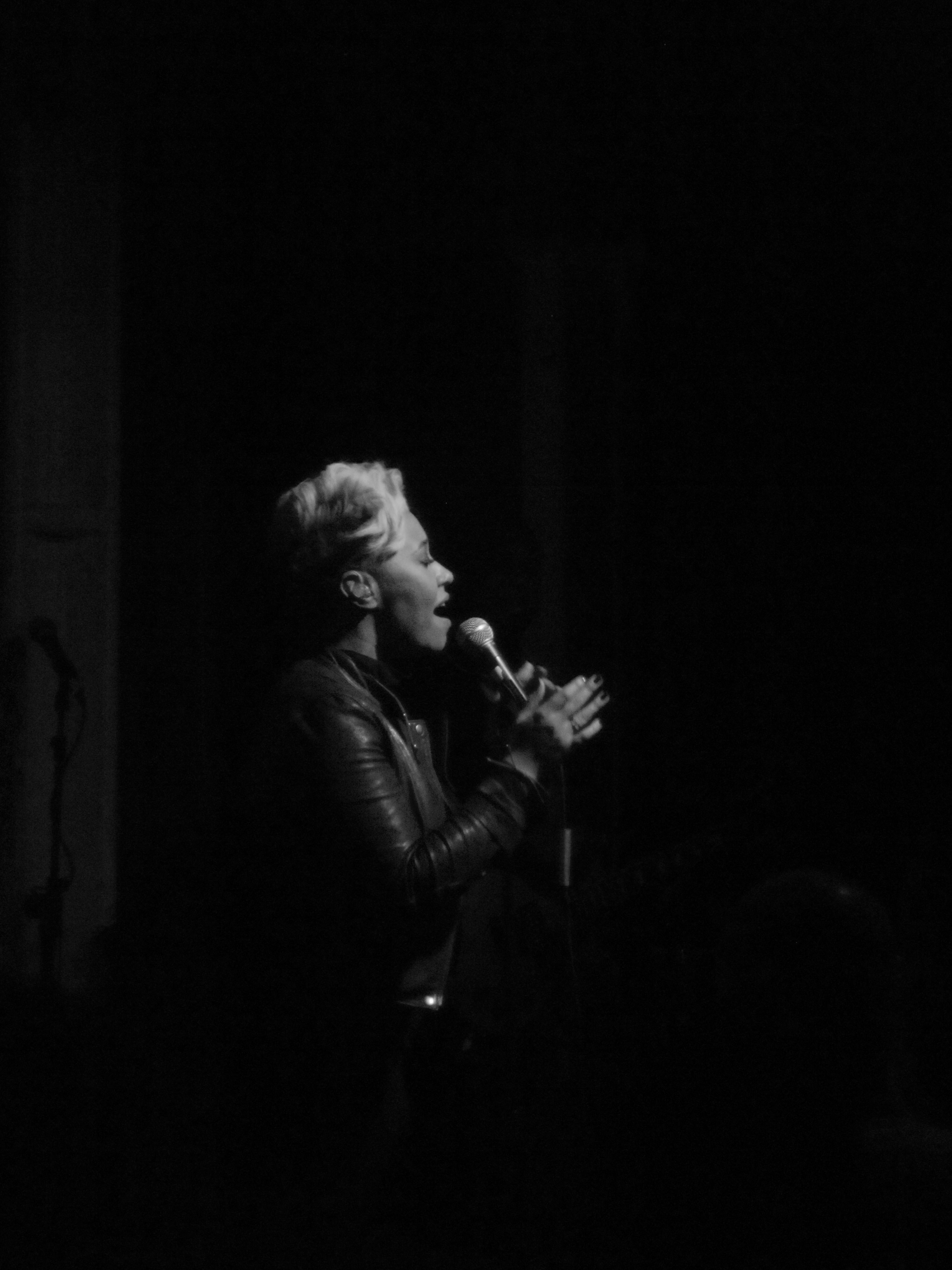
Emeli Sandé beim XOYO

Sandé gab bekannt, dass ihre erste Solo-Single im Frühjahr 2011 erscheinen würde. Die erste offizielle Single aus ihrem Debüt-Album war Heaven und wurde am 14. August 2011 veröffentlicht. Der Song erhielt positive Bewertungen von Blogs wie This Must Be Pop oder Robot Pigeon.
Sandé kündigte an, dass Daddy als ihre zweite offizielle Single aus Our Version of Events veröffentlicht werden würde. Im Oktober 2011 erschien die Single Read All About It, bei der sie als Gastsängerin bei Professor Green mitwirkte. Sie stieg in den britischen Single-Charts bis auf Platz 1. Auch in vielen weiteren Ländern erreichte der Song die Top 100. Am 26. November trat Sandé in der LG-Arena in Birmingham für BRMB 2011 auf. Am 15. Dezember 2011 gewann sie einen Brit Award. Ihr Album Our Version of Events erreichte Platz eins in Großbritannien nach der Veröffentlichung im Februar 2012. Ebenso erreichte es die Top 30 in Deutschland und in den USA sowie Platz 37 in Österreich und Rang 12 in der Schweiz. Sandés Debüt-Album enthält Songs, die von ihr geschrieben und von Kritikern als reich melodisch, stark klassisch und retro-futuristische Soul-Pop-Songs bezeichnet wurden. Am 12. Januar 2012 erhielt Sandé die Nominierung für einen BRIT-Award 2012 in der Kategorie britischer Breakthrough Act. Gewinner in dieser Kategorie wurde Ed Sheeran.
Im Januar 2012 erklärte Sandé, sie arbeite an Songs für die Original-Besetzung der Sugababes. Am 24. Januar 2012 gab sie ein einmaliges Konzert für das Q-Magazine am XOYO in London. Unterstützt wurde sie von dem britischen Soul-Sänger Michael Kiwanuka. Sie nahm eine Version von David Guettas Hit-Single Titanium auf und präsentierte diese bei den NRJ Music Awards in Frankreich. Sandé wirkt ebenso bei einem Track auf Naughty Boys kommender LP mit. Der Titel trägt den Namen Hollywood, bei dem auch die Soul-Sängerin Gabrielle mitsingt. Seine Veröffentlichung war für November 2012 angekündigt.
Am 27. Juli 2012 sang Sandé Abide With Me bei der Eröffnungsfeier der Olympischen Sommerspiele 2012. Am 12. August 2012 sang Sandé eine Unplugged-Version von Read All About It bei der Abschlussfeier der Olympischen Sommerspiele, während eine Video-Montage emotionale Szenen aus den Spielen zeigt. Diese Version erschien auch als Single unter dem Titel Read All About It Part III. Sie erreichte die Top 20 vieler Länder und wurde zur erfolgreichsten Single der Sängerin.
Als fünfte Single aus dem Studioalbum Our Version of Events wurde die Veröffentlichung von Clown für den 23. Dezember 2012 angekündigt. Clown stellte sie bei The X-Factor am 9. Dezember vor. Our Version of Events war in Großbritannien im September 2012 das bestverkaufte Studioalbum.
2013 gewann sie bei den BRIT Awards in den Kategorien British Female Solo Artist und MasterCard British Album of the Year und gewann den European Border Breakers Award (EBBA).

#### 2019–heute:Real Life
Im September 2019 wurde das Album „Real Life“ veröffentlicht. Vorab wurden schon die Tracks Sparrow und Extraordinary Being veröffentlicht.
Insgesamt beinhaltet das Album „Real Life“ elf Titel bei einer Spieldauer von 44:15 Minuten. Der Titel Extraordinary Being ist auch Teil des Soundtracks zum Film X-Men: Dark Phoenix, der im Juni 2019 in die Kinos kam.

## Songwriting

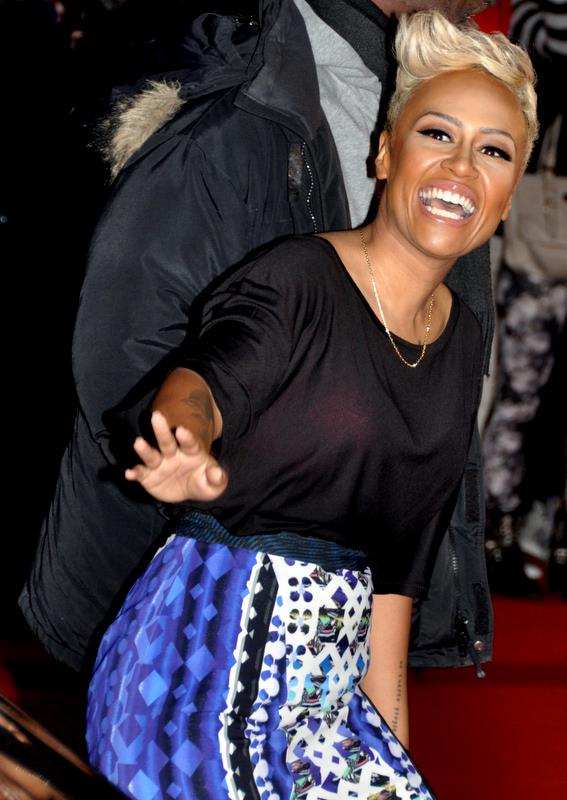
Emeli Sandé bei den NRJ Music Awards 2013

Emeli Sandé arbeitete immer wieder als Songwriterin und sagte: „Ich habe gerade den Song Lifetime für das neue Album von Cher Lloyd fertig. Ein anderer wird auf dem nächsten Album von Leona Lewis zu finden sein. Ebenso schrieb ich einen für Susan Boyle. Darauf bin ich im Moment wahrscheinlich am meisten stolz. Ein weiteres Werk trägt den Namen River, bei dem ich hoffe, dass sie es auch für ihr neues Album aufnehmen wird.“
Während der Arbeit an ihrem Debüt-Album begann Sandé mit Tinie Tempah zusammenzuarbeiten. Sie war als Co-Autor für den Song Let Go, bei dem sie auch als Gastsängerin mitwirkte, engagiert. Sie begann auch den Titel Dreamer, gemeinsam mit Devlin, aufzunehmen. Ebenso nahm Sandé später mit Alesha Dixon einen Album-Track, der den Namen The Entertainer trägt, auf. Sie war auch Co-Autor bei Shahid Khans Hit-Single Radio und schrieb mehrere Stücke auf Cheryl Coles Alben sowie Professor Greens Album, auf dem Sandé auch als Gastsängerin mitwirkte. Sie sagte, sie sei momentan Simon Cowells Lieblings-Songwriterin aufgrund ihrer Songs für Leona Lewis und Susan Boyle. Sandé sagte in einem Interview, sie würde sich gerne mit Susan Boyle treffen, um ihr einige Songs vorzustellen: „Bisher habe ich mich noch nicht mit ihr getroffen. Ich schickte ihr den Song. Ich würde sie wirklich gerne treffen, weil ich denke, sie hat das Talent eines Rockstars.“ Bei einem Lied ihres neuen Albums, This Will Be the Year, hat Sandé als Co-Autorin mitgewirkt. Leona Lewis hörte ein paar ihrer Songs und arbeitete eine Woche in ihrem Studio mit ihr. „Leona und ich habe wirklich gut gemeinsam gearbeitet. Wir verbrachten eine zweite Woche zusammen im Studio. Es war sehr natürlich und sie nahm zwei meiner Songs auf. Sie heißen Trouble und Mountains,. Ich freue ich mich darauf, sie auf ihrem Album hören zu können.“ Es zeigte sich, nachdem Professor Green die Tracklist seines Albums bekannt gab, dass ihre Songs At Your Inconvenience und Read All About it auf dem Album vorhanden waren. Die Single Read All About It wurde im Oktober 2011 als Ankündigung für das Album veröffentlicht. Der Song wurde bei The X Factor vorgestellt.
Sandés Musik wird von Künstlern wie Nina Simone, Joni Mitchell und Lauryn Hill inspiriert. Sie sagte, dass alle ihre Lieder von Weltfrieden und politischen Fragen handeln. Ebenso merkt sie an, dass der Schlüssel zu einem guten Song beim Songwriting liege. Ehrlichkeit und blanke Emotion, sie seien der beste Weg, um zu schreiben. Sie sagte, würde sie versuchen, etwas „zu Kluges“ zu schreiben, werde der kreative Prozess nicht für sie arbeiten. Kill the Boy war eine der ersten Ideen, die Sandé in den Kopf kamen. Wenn sie an einem Song länger als einen Tag arbeiten müsse, schriebe sie nicht weiter daran, denn es würde nicht funktionieren, wieder reinzukommen. Wenn sie anfangen wolle, komme sofort eine Idee für einen Song.

## Diskografie
Studioalben

| Jahr | Titel Musiklabel                               | Höchstplatzierung, Gesamtwochen, AuszeichnungChartplatzierungen (Jahr, Titel, Musiklabel, Platzierungen, Wochen, Auszeichnungen, Anmerkungen) | Höchstplatzierung, Gesamtwochen, AuszeichnungChartplatzierungen (Jahr, Titel, Musiklabel, Platzierungen, Wochen, Auszeichnungen, Anmerkungen) | Höchstplatzierung, Gesamtwochen, AuszeichnungChartplatzierungen (Jahr, Titel, Musiklabel, Platzierungen, Wochen, Auszeichnungen, Anmerkungen) | Höchstplatzierung, Gesamtwochen, AuszeichnungChartplatzierungen (Jahr, Titel, Musiklabel, Platzierungen, Wochen, Auszeichnungen, Anmerkungen) | Höchstplatzierung, Gesamtwochen, AuszeichnungChartplatzierungen (Jahr, Titel, Musiklabel, Platzierungen, Wochen, Auszeichnungen, Anmerkungen) | Anmerkungen                                                  |
| Jahr | Titel Musiklabel                               | DE | AT | CH | UK | US | Anmerkungen                                                  |
| ---- | ---------------------------------------------- | --- | --- | --- | --- | --- | ------------------------------------------------------------ |
| 2012 | Our Version of Events Virgin Records (EMI)     | DE7 ×3Dreifachgold · (60 Wo.)DE | AT17 (26 Wo.)AT | CH6 Gold · (80 Wo.)CH | UK1 ×8Achtfachplatin · (136 Wo.)UK | US28 Gold · (42 Wo.)US | Erstveröffentlichung: 10. Februar 2012 Verkäufe: + 3.520.000 |
| 2016 | Long Live the Angels Virgin Records (UMG)      | DE12 (8 Wo.)DE | AT30 (1 Wo.)AT | CH9 (12 Wo.)CH | UK2 Platin · (23 Wo.)UK | US41 (1 Wo.)US | Erstveröffentlichung: 11. November 2016 Verkäufe: + 300.000  |
| 2019 | Real Life Virgin Records (UMG)                 | DE31 (1 Wo.)DE | — | CH9 (2 Wo.)CH | UK6 (4 Wo.)UK | — | Erstveröffentlichung: 13. September 2019 Verkäufe: + 7.650   |
| 2022 | Let’s Say for Instance Chrysalis Records (KMG) | — | — | CH41 (1 Wo.)CH | UK27 (1 Wo.)UK | — | Erstveröffentlichung: 6. Mai 2022                            |
| 2023 | How Were We to Know Chrysalis Records (KMG)    | — | — | CH84 (1 Wo.)CH | UK49 (1 Wo.)UK | — | Erstveröffentlichung: 17. November 2023                      |